# Караул-Оба (гора)

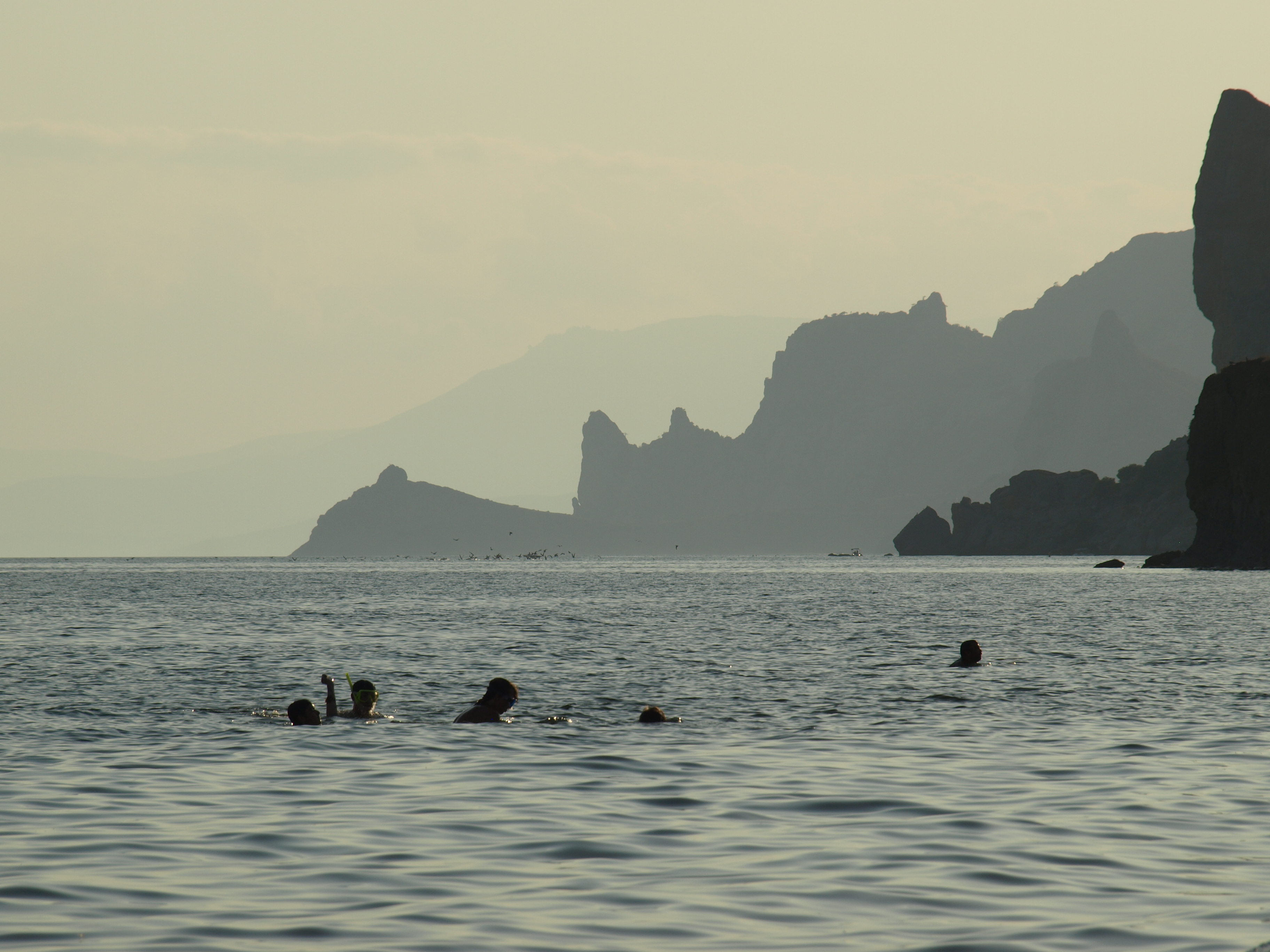

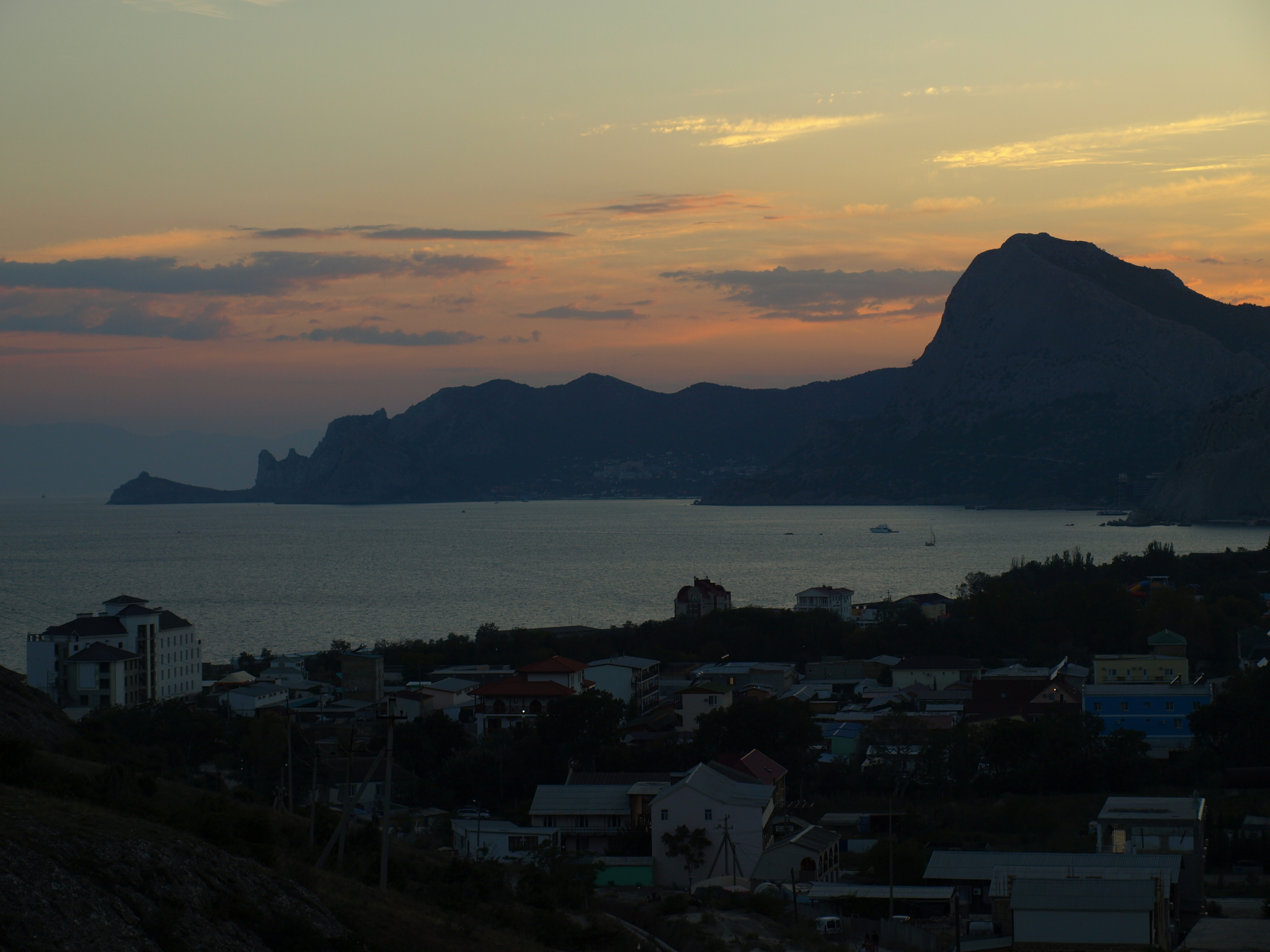

Караул-Оба, Каравул-Оба (крим. Qaravul Oba) — гора в Криму зі складною геоморфологічної характеристикою. Оголена конічна вершина, зазначена репером, знаходиться у північній частині; на південь від неї, через глибоку довгу уловину — платоподібний масив зі скельними стінами, гребенями, відламки; поблизу самого моря височіють зубці скель.
Розташована на території ботанічного заказника «Новий Світ», між селищем Новий Світ і селом Веселе в Криму, за 2 км від селища Новий Світ.
Гора є стародавнім кораловим рифом заввишки 341 м, складеним міцним вапняком органічного походження.
На плато західного схилу гірського масиву Караул-Оба розташовані залишки боспорської фортеці.

## Галерея

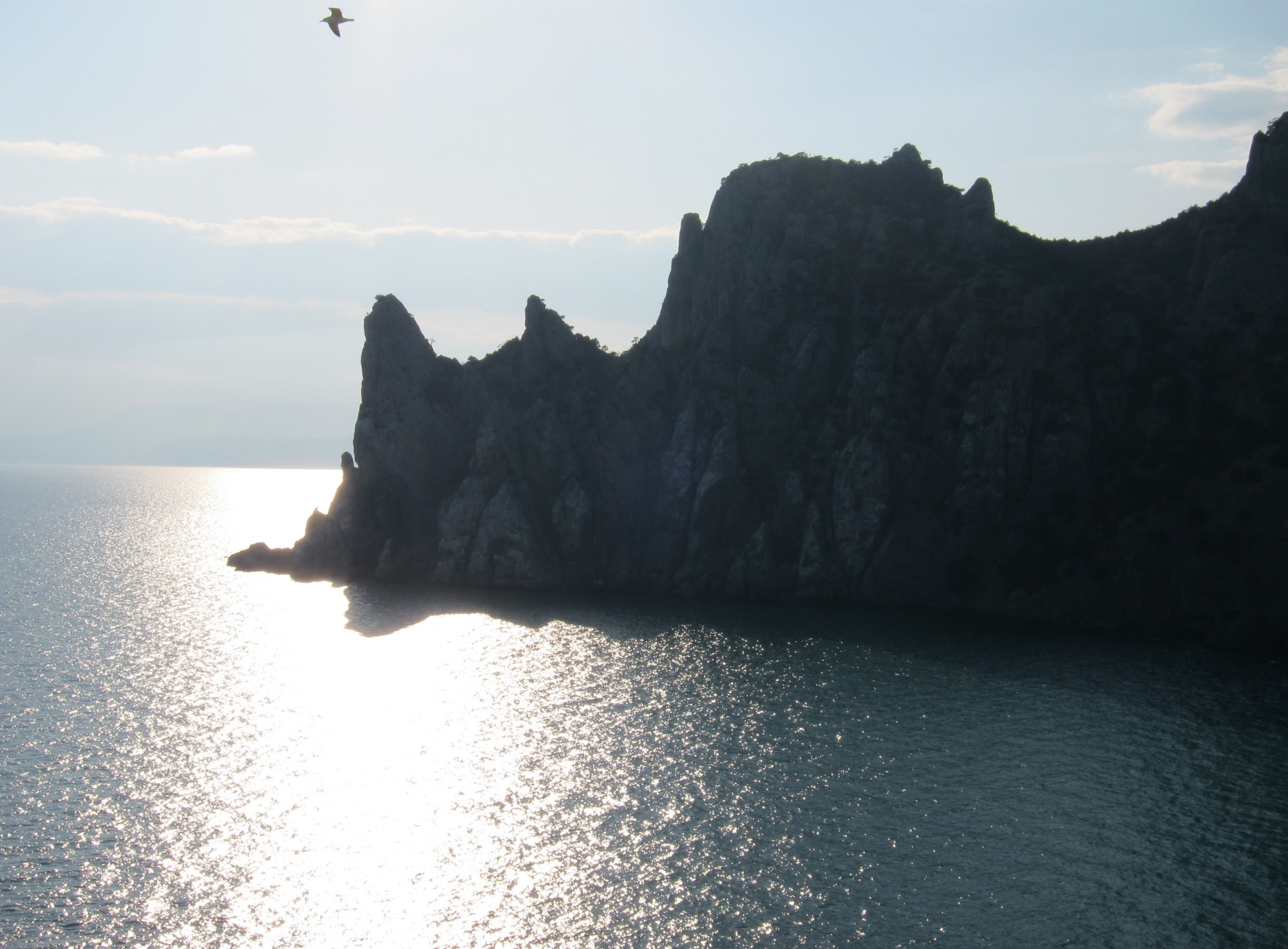
Караул-Оба збоку
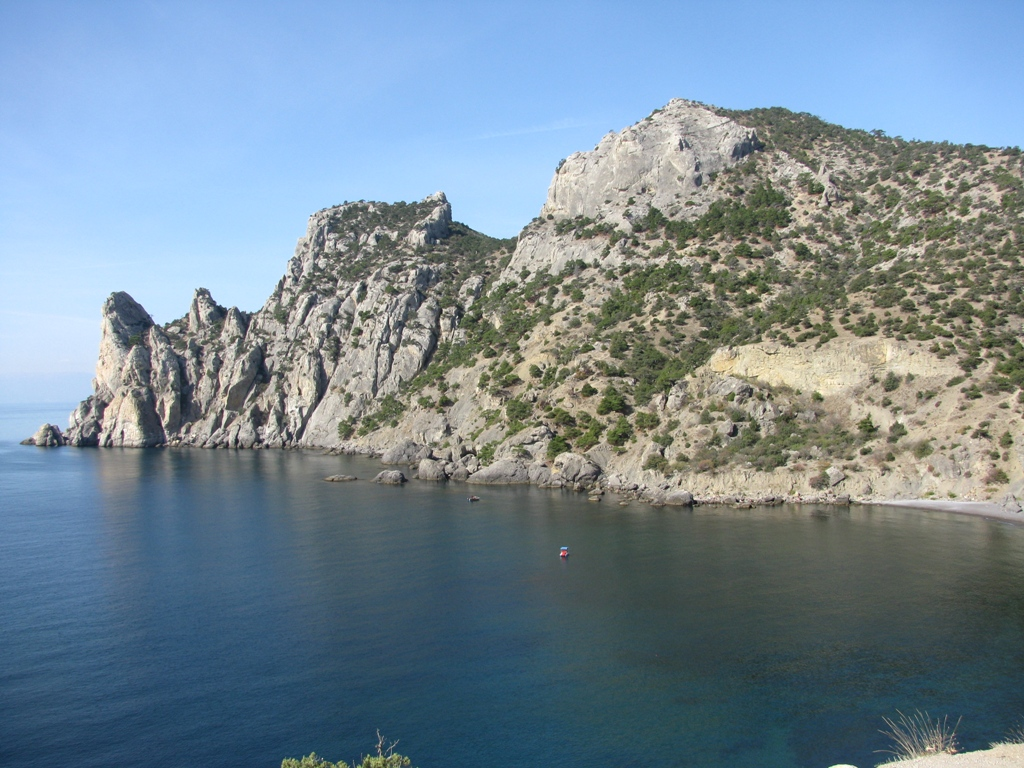
Караул-Оба та Блакитна бухта
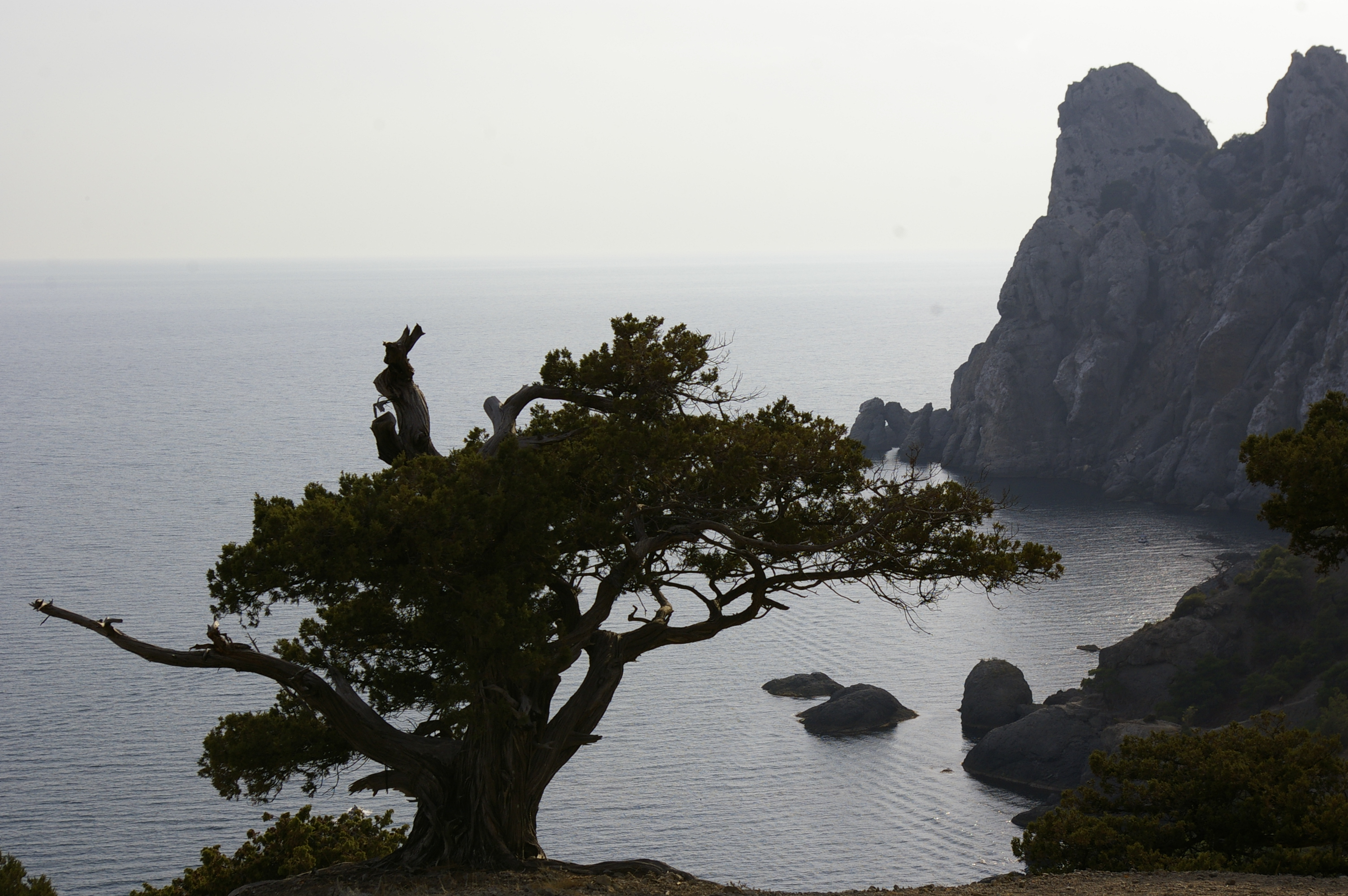
Караул-Оба, краєвид з мису Капчик
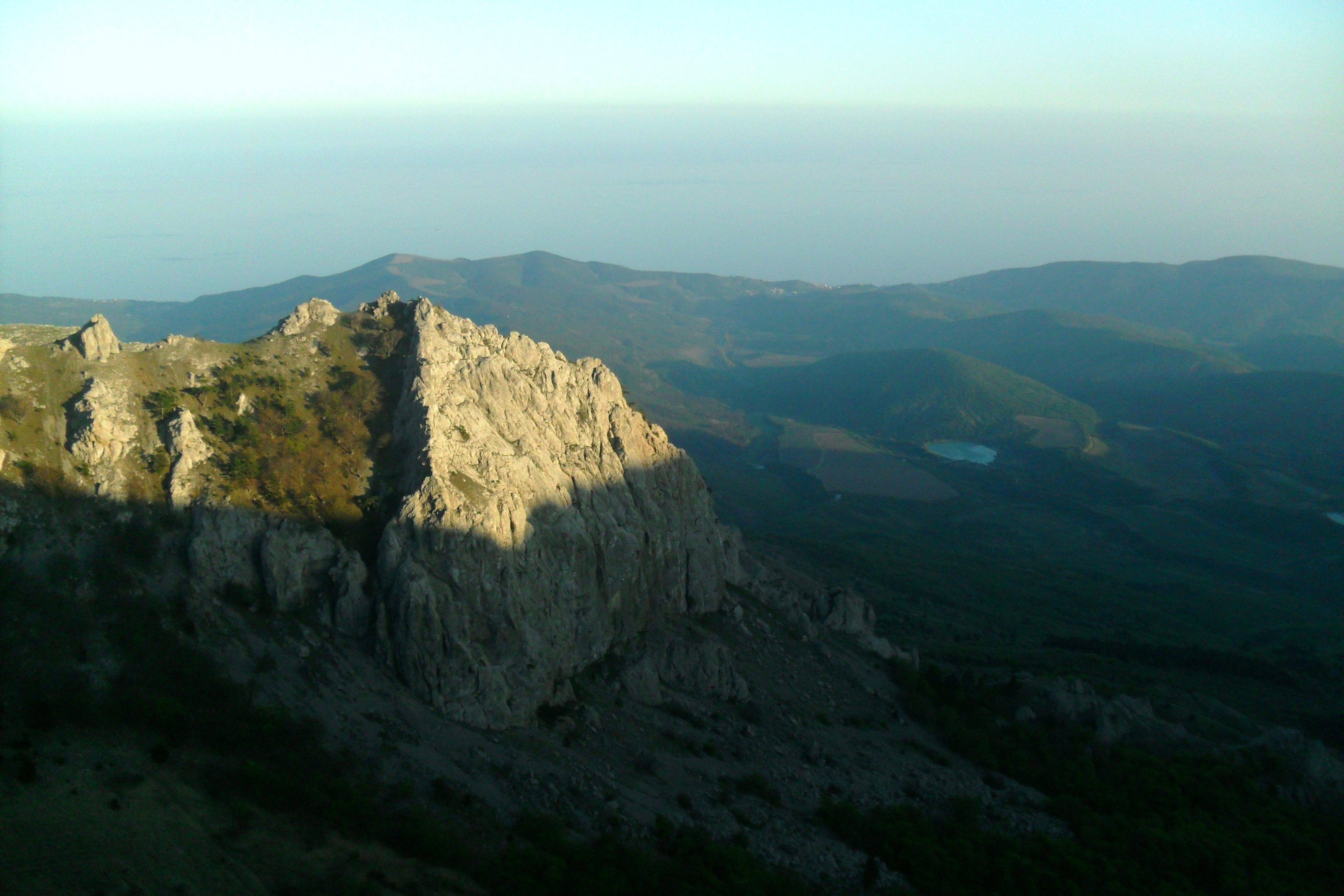
Краєвид на гору з висоти пташиного польоту ввечері
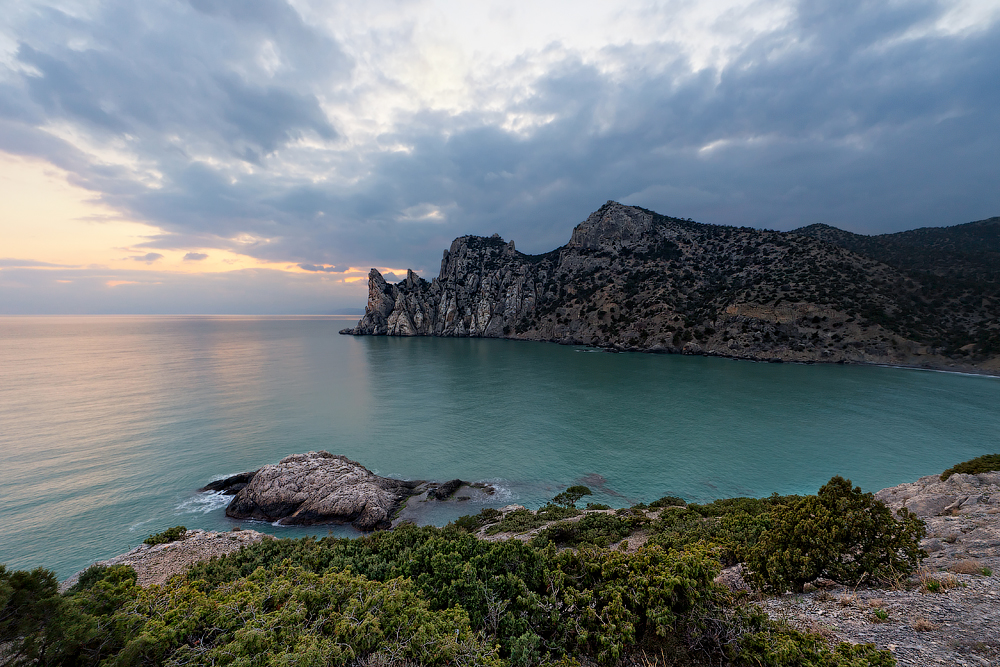
Краєвид на гору з морського узбережжя
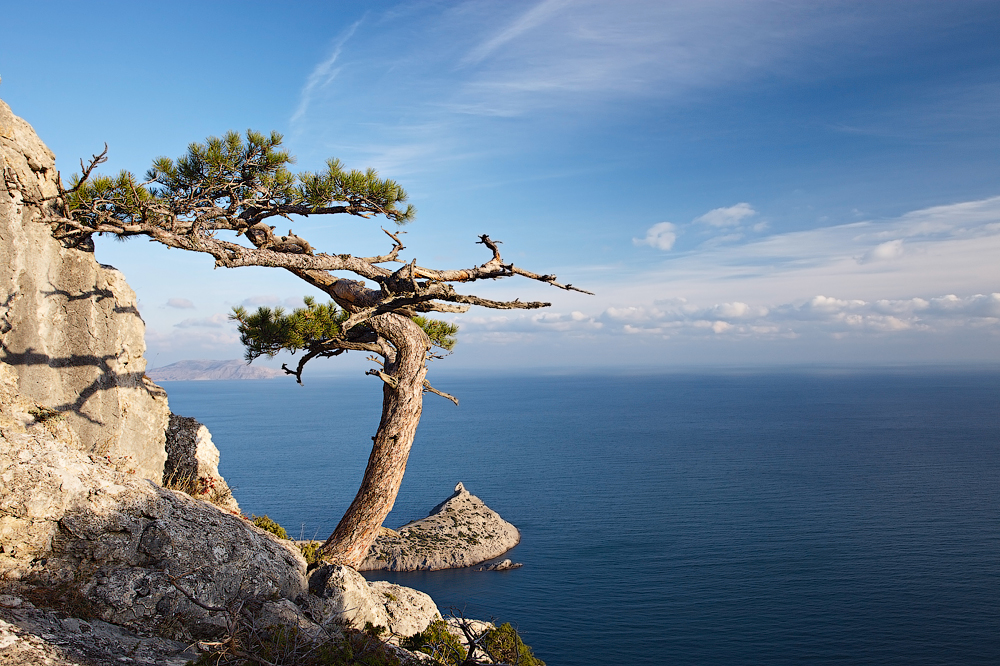
Краєвид з масиву Караул-Оба